# Simbakubwa
Simbakubwa kutokaafrika
Genre
Espèce
Simbakubwa est un genre fossile de très grands mammifères carnivores de l'ordre des Creodonta et du clade des Hyaenodonta. Une seule espèce est rattachée au genre, Simbakubwa kutokaafrika. 

## Classification
Le genre Simbakubwa et l'espèce Simbakubwa kutokaafrika sont décrits en 2019 par Matthew Robert Borths (d) et Nancy Jeanne Stevens (d),,.

## Découverte
Ses restes — un morceau de mâchoire inférieure comportant une canine, une prémolaire et une molaire ainsi que d’autres dents et des os — ont été mis au jour entre 1978 et 1980 au Kenya sur le site de Meswa Bridge. Ils datent du Miocène inférieur, il y a environ 23 millions d'années. C'est en faisant en 2013 des recherches sur le genre Hyaenodon que le paléontologue Matthew R. Borths s'est intéressé à ces restes dans un musée de Nairobi. Ils ont par la suite été identifiés comme appartenant à un nouveau genre : Simbakubwa.

## Description

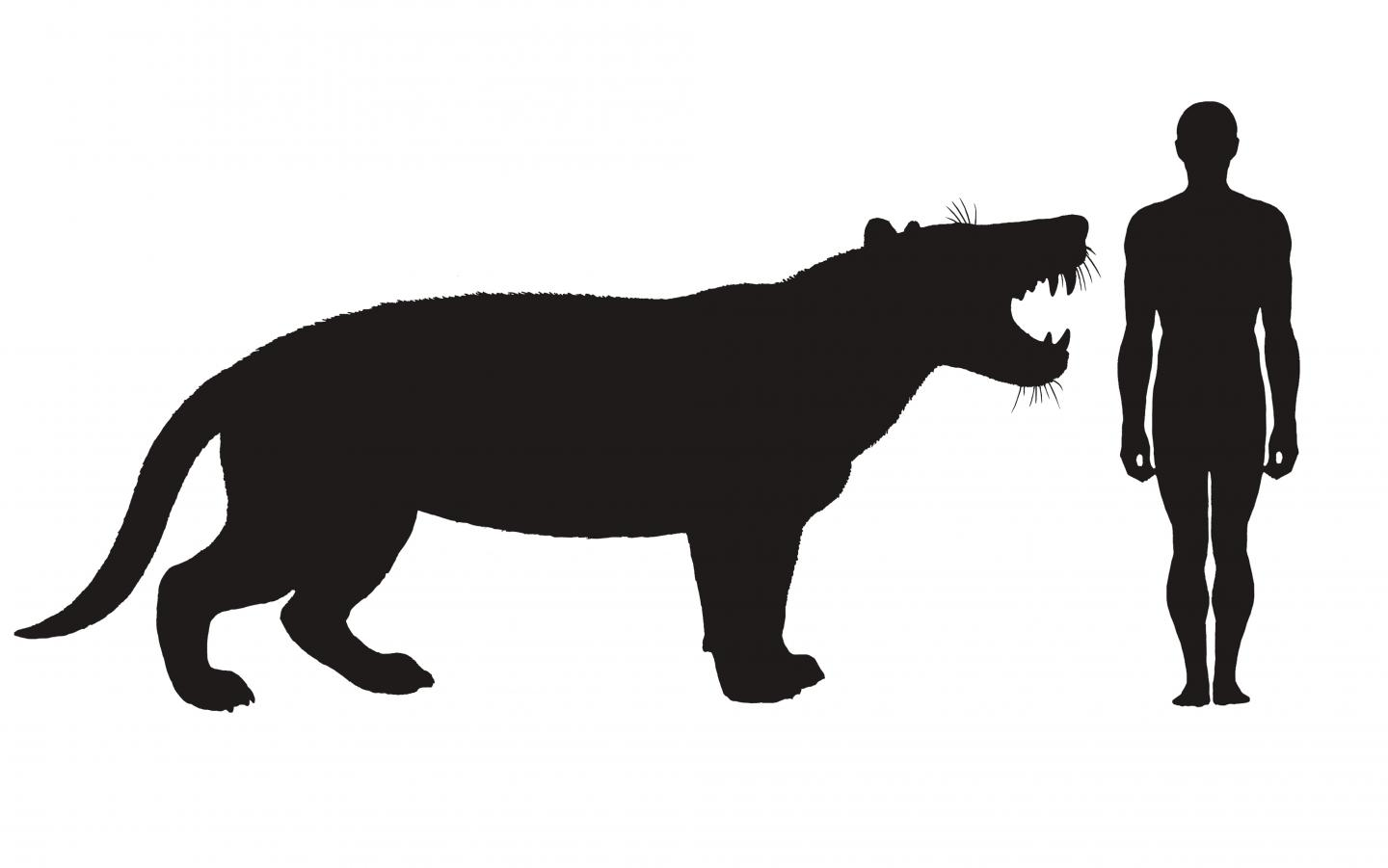
Silhouette supposée de Simbakubwa kutokaafrika comparée à celle d'un être humain.

Les chercheurs ayant découvert l'espèce le décrivent comme un hypercarnivore dont la taille était « au moins celle des plus grands lions [actuels] et peut-être plus gros qu'un ours polaire [actuel] », avec une masse entre 280 et 1 500 kg,.
La taille énorme des fossiles dépasse de loin les éléments du squelette des prédateurs actuels. Différentes méthodes peuvent être utilisées pour déterminer le poids corporel des formes éteintes, dont certaines sont basées sur la taille des dents. En se basant sur la taille moyenne des molaires, on peut supposer un poids de 1308 kg, ce qui est supérieur à celui d'un ours polaire actuel. En utilisant les dimensions de la troisième molaire inférieure par rapport à la première molaire inférieure chez les chats modernes, qui ont une structure dentaire comparable, le poids corporel serait d'environ 1554 kg.
Si l'on inclut tous les prédateurs dont la poids est supérieure à 100 kg mais dont la denture est en partie différente, le poids corporel de Simbakubwa serait de 280 kg, ce qui correspond à celui des plus grands lions. Les lions ne sont cependant que partiellement apparentés au hyénodonte, de sorte que les estimations du poids corporel ne tiennent pas compte d'éventuels écarts dans la proportion générale du corps. En outre, la denture des hyénodontes diffère de celle des autres prédateurs et comprend généralement plus de dents. Les estimations de la taille du corps ne peuvent donc être considérées que comme une approximation du poids réel. Il est donc nécessaire de trouver d'autres éléments pour affiner les informations sur le poids corporel. Malgré les inexactitudes existantes, il est possible d'affirmer que Simbakubwa appartient aux plus grands hyénodontes connus et n'a été surpassé que par certaines formes de Hyainailurus et de Megistotherium.

## Dénomination
Le nom de genre, Simbakubwa, dérive du swahili simba, « lion », et kubwa, « grand ». L'épithète spécifique kutokaafrika vient également du swahili et signifie « d'Afrique ».

## Analyse phylogénétique
L'analyse bayésienne phylogénétique présente Simbakubwa comme un groupe frère d'un clade de grands hyainailourinés qui inclut Hyainailurus et Megistotherium.

## Publication originale
- (en) Matthew R. Borths et Nancy J. Stevens, « Simbakubwa kutokaafrika, gen. et sp. nov. (Hyainailourinae, Hyaenodonta, ‘Creodonta’, Mammalia), a gigantic carnivore from the earliest Miocene of Kenya », Journal of Vertebrate Paleontology, no e1570222,‎ 17 avril 2019 (DOI 10.1080/02724634.2019.1570222)